# Intensification écologique
Pour les articles homonymes, voir AEI.
L'intensification écologique, parfois appelée agriculture écologiquement intensive ou AEI,, est un concept d'agronomie visant à la conception de systèmes agricoles alliant un rendement agricole élevé et une faible utilisation d'intrants. Ce concept s'applique notamment dans les pays en développement caractérisés par des rendements faibles. C'est un concept proche de celui de l'agriculture intégrée, définie comme l’augmentation du nombre de facteurs de production (travail et capitaux) par hectare. Au contraire, l’intensification écologique propose d’augmenter la production agricole en augmentant au maximum le nombre de processus ou de fonctions écosystémiques utilisés à l’hectare avant de recourir aux intrants issus de l’industrie chimique. Un exemple classique est l’utilisation de légumineuses pour fixer l’azote atmosphérique et diminuer l’utilisation d’engrais azotés minéraux. Un autre exemple est l’utilisation d’insectes prédateurs pour lutter contre les insectes ravageurs des cultures avant d’avoir recours aux pesticides.
Le principe est aussi décliné pour la forêt (sylviculture écologiquement intensive)
Les partisans de l’intensification écologique soulignent l’importance de la biodiversité et des services écosystémiques de régulation dans le fonctionnement des agroécosystèmes.

## Contexte d’apparition et diffusion
Le concept d’intensification écologique a été développé au CIRAD dans le contexte de l’agriculture des pays du Sud, caractérisé par une paysannerie pauvre frappée par la pénurie alimentaire, qui devrait donc augmenter son niveau de production, mais incapable économiquement d’accéder aux techniques de la révolution verte et exploitant, de plus, un environnement fragile pour lequel ces techniques ne sont pas toujours adaptées.
Le concept d’intensification écologique s’est ensuite propagé rapidement dans l’opinion publique française, au sein du monde universitaire et des organismes professionnels agricoles,. 
La notion d’intensification écologique a été reprise par l’INRA, par exemple dans les scénarios de la prospective Agrimonde. Le concept a alors été transposé dans un contexte agricole différent, caractérisé par une agriculture à très forte productivité mais soumise à des pressions réglementaires et sociales pour une réduction des dégradations environnementales causées par l’usage massif des intrants. Néanmoins, le concept reste cantonné au monde francophone, la littérature de langue anglaise lui préférant par exemple le concept d’agroécologie.

## Révolution doublement verte
Michel Griffon a élaboré le concept de « révolution doublement verte » en ajoutant à l’intensification écologique le concept de viabilité du système de production, c'est-à-dire l’entretien et le renouvellement de ses composantes, et leur résistance aux perturbations. Le système de production est ici comprit comme l’ensemble des composantes écologiques (l’agroécosystème), sociales et économiques du système agraire. Elle vise donc aussi a une réduction de la pauvreté et des inégalités.